# Atifete Jahjaga

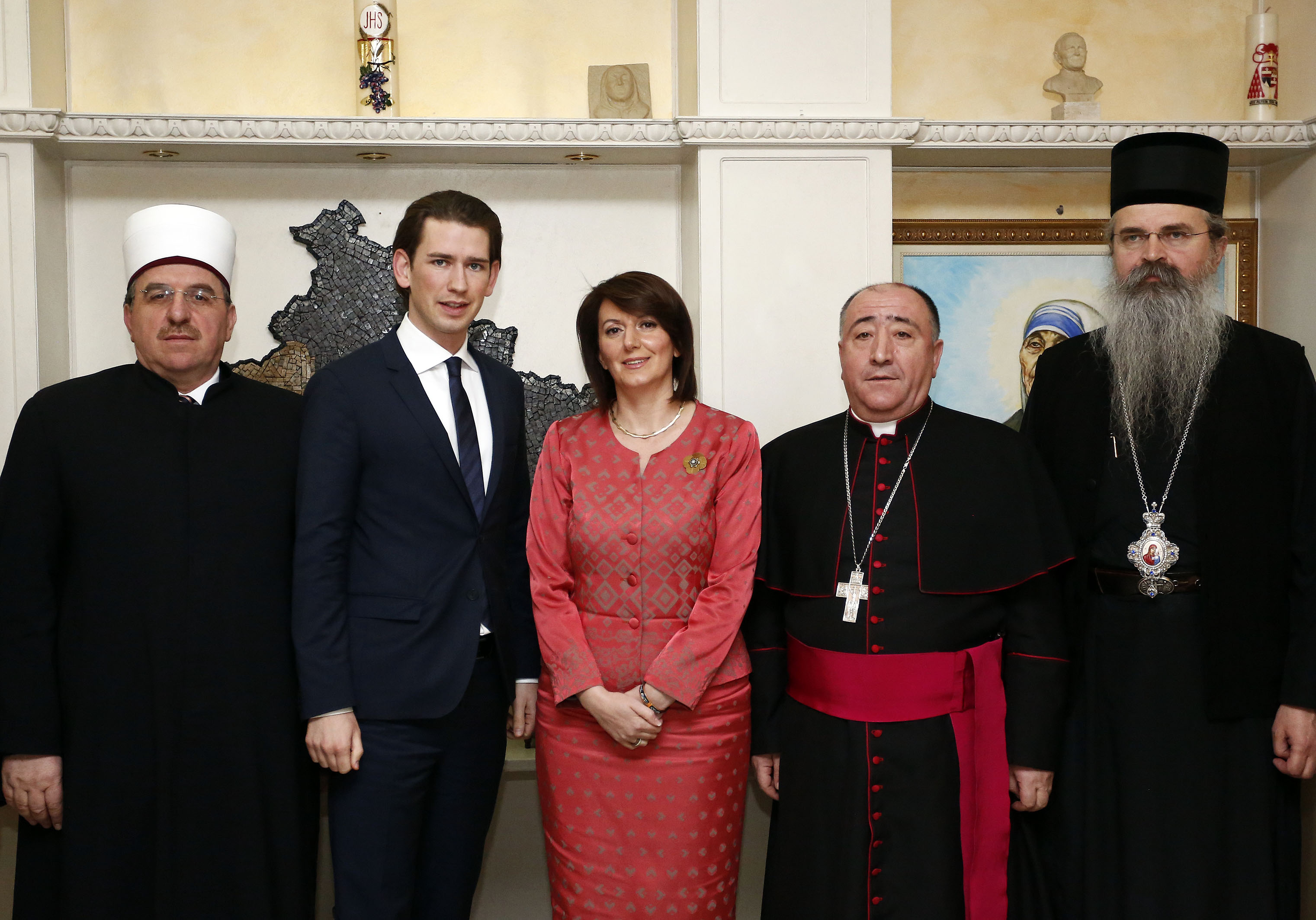

Atifete Jahjaga (n. 20 aprilie 1975, Đakovica, RS Serbia, RSF Iugoslavia) a fost cel de-al treilea președinte al Republicii Kosovo.